# Cyanopepla pseudomicans
Cyanopepla pseudomicans är en fjärilsart som beskrevs av Embrik Strand 1917. Cyanopepla pseudomicans ingår i släktet Cyanopepla och familjen björnspinnare. Inga underarter finns listade i Catalogue of Life.